# 6e bataillon territorial de chasseurs alpins
Ne doit pas être confondu avec 6e bataillon de chasseurs alpins.
Le 6e bataillon territorial de chasseurs alpins (6e BTCA, parfois 6e BCA-T) est une unité de l'Armée française qui a combattu pendant la Première Guerre mondiale.

## Historique
Le bataillon est créé en 1893 mais activable uniquement en cas de guerre.
Il est mobilisé le 3 août 1914 à Nice. Il est formé de territoriaux, âgés.
Le bataillon rejoint Saint-Laurent-du-Var, où il reste jusqu'au 15 février 1915. Il part alors pour les Vosges.
Le bataillon est dissous le 18 janvier 1919 à Fesches-le-Châtel.

## Chefs de corps
- 3 août 1914 - 17 octobre 1914 : chef de bataillon Ratier[4] ;
- 17 octobre 1914 - 25 juillet 1918: capitaine puis chef de bataillon Desvallières[4] ;
- 25 juillet 1918 - 3 janvier 1919 : chef d'escadron de Maistre[5]

## Décoration
Le 6e BTCA est décoration de la croix de guerre 1914-1918, cité à l'ordre de la 66e division d'infanterie le 8 février 1918.

## Personnalités ayant servi au sein du bataillon
- César Ernest Payan (1879-1918), au bataillon de décembre 1914 à janvier 1918.
- George Desvallières (1861-1950), peintre, commandant le bataillon[6].